# Tribunale

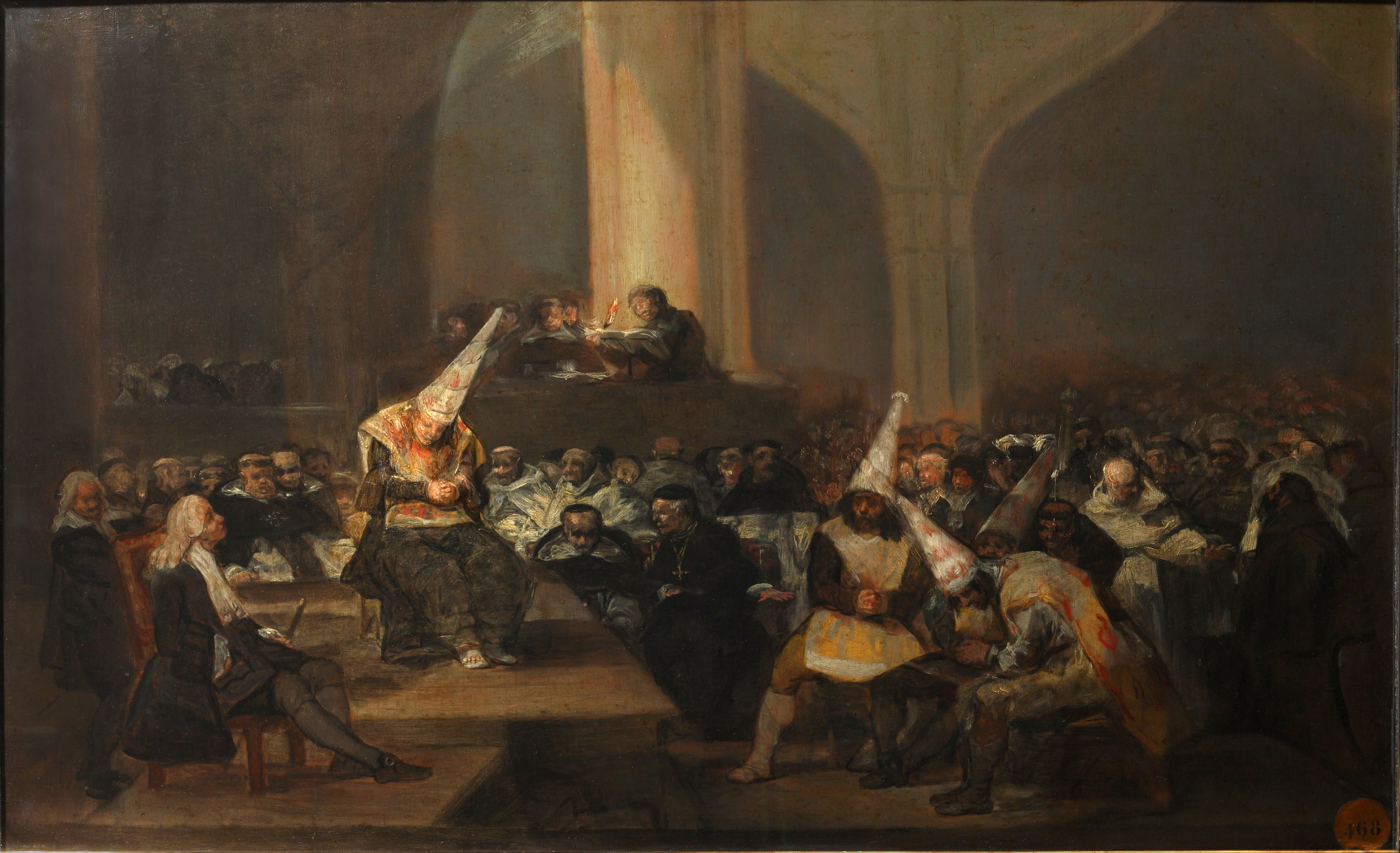
Il tribunale dell'Inquisizione di Francisco Goya, dipinto nel 1812-1819

Tribunale è un termine usato genericamente per riferirsi tanto al luogo o l'edificio dove operano gli appartenenti all'autorità giudiziaria, quanto a un organo giurisdizionale, per lo più collegiale. 
Il termine deriva dal latino tribunal che indicava il palco elevato dove era posta la sella curulis.

## Struttura
Il tribunale o corte, inteso come ufficio giudiziario, può comprendere uno o più giudici, monocratici o collegiali, oltre a personale ausiliario con funzioni di documentazione, esecutive e amministrative in generale. Può essere ripartito in sezioni, camere, divisioni o analoghe articolazioni organizzative. A tale ufficio (e alle sue eventuali articolazioni) è preposto un giudice, variamente denominato: ad esempio, presidente o, nelle corti supreme dei paesi anglosassoni, capo della giustizia.

## Tipi

### Tribunali popolari
I Tribunali popolari sono Tribunali, spesso promotori di sentenze sommarie a volte seguite da esecuzioni sommarie, che sorgono a seguito di rivolte (ad esempio quelli istituiti durante la Rivoluzione francese) o creati da organizzazioni clandestine (ad esempio quello delle Brigate Rosse che portò all'omicidio di Aldo Moro).

### Tribunali di opinione
I tribunali di opinione sono organi paragiudiziari di creazione moderna; si configurano come una specie di giurisdizione internazionale informale, ovvero espressa dalla società civile e non dai poteri costituiti, mancante di forza coercitiva, ma con l'ambizione di sensibilizzare l'opinione internazionale e i pubblici poteri in forza del valore morale delle sentenze, esse stesse fondate sul diritto internazionale vigente.

## Nel mondo
Vari ordinamenti (come l'ordinamento canonico o quello internazionale), hanno organi giurisdizionali denominati tribunali, sovente con l'aggiunta di ulteriori termini che ne specificano la competenza (come "tribunale di commercio" o "tribunale militare") o il grado (come "tribunale di prima istanza" o "tribunale d'appello"). In questo caso il termine viene usato con lo stesso valore di corte.
In Italia, Francia ed altri paesi francofoni si tende ad usare la denominazione di tribunale per i giudici di prima istanza e di corte per quelli di grado superiore (che, un tempo, erano direttamente dipendenti dal sovrano, donde il nome). Nei paesi di lingua inglese, invece, si tende ad usare la denominazione tribunal per i giudici speciali e court per quelli ordinari. La denominazione di corte è meno frequente nei paesi di lingua spagnola e non è usata in quelli di lingua portoghese.

### Città del Vaticano
- Tribunale della Rota romana;
- Supremo tribunale della Segnatura apostolica
- Tribunale diocesano
- Tribunale della Città del Vaticano

### Italia
In Italia operano tribunali dei seguenti tipi, ognuno in una propria circoscrizione giudiziaria:
- Tribunale ordinario
- Tribunale in composizione monocratica (ordinamento penale italiano)
- Tribunale in composizione monocratica (ordinamento civile italiano)
- Tribunale per i minorenni
- Tribunale amministrativo regionale (TAR)
- Tribunale militare
- Tribunale Regionale delle acque pubbliche
- Tribunale Superiore delle acque pubbliche
- Tribunale dei ministri

Sono stati invece soppressi:
- Tribunale speciale per la sicurezza dello Stato
- Tribunale di prima istanza
- Tribunale di appellazione
- Tribunale della Mercanzia

### Polonia
- Tribunale costituzionale della Repubblica di Polonia

### Spagna
- Tribunale (diritto spagnolo)

### Svizzera
- Tribunale federale svizzero
- Tribunale arbitrale dello sport

## Tribunali internazionali
Esistono anche tribunali internazionali, previsti da trattati, come:
- Tribunale internazionale;
- Tribunale della funzione pubblica dell'Unione europea
- Tribunale penale internazionale per l'ex-Jugoslavia;
- Tribunale penale internazionale per il Ruanda;
- Tribunale Russell;
- Tribunale Permanente dei Popoli.